# Vincent-Froideville
Vincent-Froideville és un municipi nou francès, situat al departament del Jura i a la regió de Borgonya - Franc Comtat. La seu administrativa és Vincent. Es va crear l'1 d'abril de 2016 per la fusió de Froideville i Vincent.